# Anarthrophyllum burkartii
Anarthrophyllum burkartii là một loài thực vật có hoa trong họ Đậu. Loài này được Soraru miêu tả khoa học đầu tiên.